# 韓志和

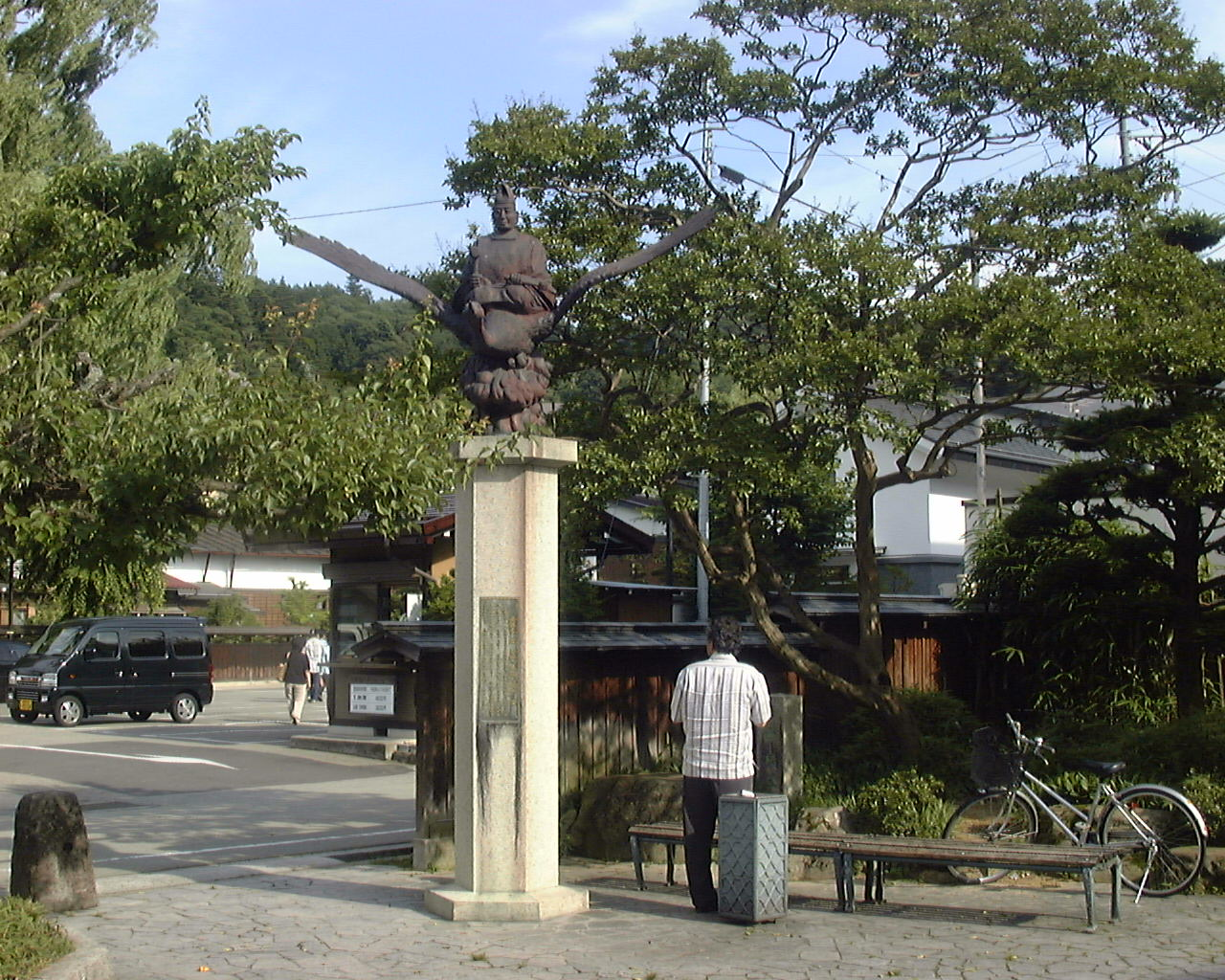
韓志和の銅像（岐阜県高山市中橋公園）

韓 志和（かん しわ、から しわ、からのしわ、生没年不詳、9世紀ごろ）は、唐代中国にいた日本人（倭人）のからくり職人とされる伝説的人物。

## 概要
唐の伝奇小説集である蘇鶚『杜陽雑編』や、北宋の類書『太平広記』などの漢籍に登場する。
『杜陽雑編』によれば、唐の禁軍兵士（飛龍衛士）の韓志和は、もと倭国の人であり、からくり仕掛けの空飛ぶ木鳥や、鼠をとる木猫を作っていた。このことが穆宗皇帝に知られると、龍が飛び出す「見竜床（見龍床）」や、虫の舞楽団「蝿虎子」を献上して穆宗を驚嘆させた。韓志和は褒美を下賜されたが、それを全部他人に渡すと、そのまま仙境に入ったかのごとく消息不明になってしまった。

## 備考
「韓志和」という中国風の名前は、本名でなく唐名（阿倍仲麻呂が「晁衡」と名乗ったのと同様）、または韓智興と同様の日中混血者の名前と考えられる。
からくりの動物は、公輸盤や張衡ら過去の伝説的職人も作ったとされる。このことから、韓志和という職人は実在したが、その物語は過去の伝説的職人をもとにした創作を含むと考えられる。
唐の馮贄『雲仙雑記』なども、同様の韓志和の物語を伝えるが、穆宗でなく憲宗とする。唐の段成式『酉陽雑俎』には、蝿虎子と似た物語が同時代の別人の物語として伝わるが、関係は定かでない。

## 日本において
日本では、江戸時代の松下見林『異称日本伝』や、井沢蟠竜『広益俗説弁』が、韓志和の出自は平安初期の「飛騨工」（『日本書紀』『万葉集』にも登場する飛騨国の職人集団）であると推測した。この韓志和＝飛騨工説は、大正時代の那波利貞により補強された。江戸時代の俗説では、木の鳥に乗って唐土に行ってきた「飛騨内匠」がいたとされ、石川雅望の読本『飛騨匠物語』にもその俗説が取り込まれている。
現在、岐阜県の飛騨高山に、「木鶴大明神」と称される韓志和の江戸時代の木像（飛騨国分寺蔵）や、高山ロータリークラブが建てた銅像（高山市中橋公園）がある。ただし、木像の「木鶴大明神」は、韓志和でなく飛騨権守の藤原宗安の像とする説もある。
陳舜臣は短編小説『日本人韓志和』を書いている。